# Ectrosiopsis lasioclada
Ectrosiopsis lasioclada là một loài thực vật có hoa trong họ Hòa thảo. Loài này được (Merr.) Jansen mô tả khoa học đầu tiên năm 1953.